# Gauliga Kurhessen 1944/45
De Gauliga Kurhessen 1944/45 was het vierde en laatste voetbalkampioenschap van de Gauliga Kurhessen. Door het nakende einde van de Tweede Wereldoorlog werd de competitie nog verder opgesplitst, maar ook dat hielp niet en de competitie werd al vrij snel gestaakt. 

## Teams

### Groep Kassel
KSG Kurhessen/CSC 03 Kassel 

KSG VfL TuRa/TuSpo Kassel 

KSG BC Sport/BV 06 Kassel 

SV Hermannia 06 Kassel 

SV 06 Kassel-Rothenditmold 

SpVgg Niederzwehren

### Groep West
SG SS Arolsen 

TuSpo Weimar 

KSG Rot-Weiß Waldeck 

TSV Obervellmar 

KSG Blau-Weiß Fritzlar

### Groep Zuid
KSG Hünfeld 

KSG Hersfeld 

Reichsbahn SG Borussia 04 Fulda